# Floris Isola
Floris Isola (Sète, 31 ottobre 1991) è un ex calciatore francese, di ruolo centrocampista.

## Carriera
Il 1º gennaio 2011 viene acquistato a titolo definitivo dalla squadra slovacca del Košice.

## Statistiche

### Presenze e reti nei club
Statistiche aggiornate all'11 maggio 2021.
| Stagione        | Squadra         | Campionato      | Campionato | Campionato | Coppe nazionali | Coppe nazionali | Coppe nazionali | Coppe continentali | Coppe continentali | Coppe continentali | Altre coppe | Altre coppe | Altre coppe | Totale | Totale |
| Stagione        | Squadra         | Comp            | Pres       | Reti       | Comp            | Pres            | Reti            | Comp               | Pres               | Reti               | Comp        | Pres        | Reti        | Pres   | Reti   |
| --------------- | --------------- | --------------- | ---------- | ---------- | --------------- | --------------- | --------------- | ------------------ | ------------------ | ------------------ | ----------- | ----------- | ----------- | ------ | ------ |
| gen.-giu. 2011  | Košice          | SL              | 6          | 0          | CS              | 0               | 0               | -                  | -                  | -                  | -           | -           | -           | 6      | 0      |
| 2011-2012       | Košice          | SL              | 27         | 0          | CS              | 3               | 0               | -                  | -                  | -                  | -           | -           | -           | 30     | 0      |
| Totale Košice   | Totale Košice   | Totale Košice   | 33         | 0          |                 | 3               | 0               |                    | -                  | -                  |             | -           | -           | 36     | 0      |
| Totale carriera | Totale carriera | Totale carriera | 33         | 0          |                 | 3               | 0               |                    | -                  | -                  |             | -           | -           | 36     | 0      |